# Освін (король Кенту)
Освін (давн-англ. Oswine; ? — близько 690) — король Кенту у 687—690 роках.

## Життєпис
Позодив з династії Ескінгів. Був сином Етельреда (за іншою версією Етельберта) та онуком короля Ерменреда. Його матір'ю, напевне, була представниця нортумбрійської панівної династії.
Після загибелі короля Едріка у війні проти Вессексу та Ессексу 686 року, не визнав королем Мула, брата Кедвалли Вессекського.
У 687 році очолив повстання проти Мула, якого було повалено й страчено новим королем обрано Освіна. Втім останній деякий час не мав повної підтримки серед знаті. Також його не визнав Свебгард, король Західного Кенту, та Кедвалла, король Вессексу. Лише 689 року домігся визнання. З цього моменту з'являються дарчі хартії, які було підписано усіма королями Кенту. Для зміцнення свого становища Освін визнав зверхність Етельреда, короля Мерсії.
У 690 році проти Освіна виступив Вітред, брат короля Едріка. Обставини повалення Освіна достеменно не відомі. Це сталося того ж року або в 691 році.